# لامر الکساندر
لامر الکساندر (به انگلیسی: Andrew Lamar Alexander) (زادهٔ ۳ ژوئیه ۱۹۴۰) سناتور ایالت تنسی در سنای ایالات متحده آمریکا است که برای نخستین‌بار در ۳ ژانویه ۲۰۰۳ به‌عضویت این مجلس درآمد. وی در زمرهٔ سناتورهای گروه دوم است که به‌مدت ۴ سال در سنا حضور دارند و تا تاریخ ۳ ژانویه ۲۰۱۵ در این مجلس خواهد بود.